# Fogarasi Mátyás
Fogarasi Mátyás (17. század) református iskolamester.

## Élete
A kolozsvári református kollégiumban tanult, ahol tanárai Apáczai Csere János és Porcsalmi András voltak. Ő védte meg egy nyilvános disputáció során Apáczai Disputatio philosophica de mente humana című karteziánus vitairatát. 1658. december 31-én rábízták a szintaktikai osztály tanítását. 1659-ben a dési iskola igazgatója lett, ahol május 22-én mondta el beköszöntő beszédét. Tanítványai között volt Pápai Páriz Ferenc, a dési elsőpap fia. 1661 tavaszán a török-tatár betörés elől Besztercére menekült. 1662-ben a marosvásárhelyi iskola igazgatójának hívták meg. Itt tanított 1665-ig. Május 22-én tartott latin nyelvű beköszöntő beszédében, amely a Désen elmondottal azonos volt, a tanulók és tanítók kötelességeiről beszélt. Bán Imre szerint a beszéden Apáczai hatása fedezhető fel.
A marosvásárhelyi iskolában három évig tanított. 1663-ból ismeretes az iskola általa írt tanterve és tanóra-rendje. A diákokat négy osztályba sorolták: 1. rudimenta, 2. etymologia, 3. syntaxis és poetica, 4. felső osztály: rhetorica, logica, theologia. Fogarasi eleinte etimológiát és szintaxist adott elő, majd poézist és retorikát, illetve technikát és katekézist; előző tantárgyait mindig átadta a tanítóknak. Az általa tanított művek között voltak Cornelius Schonaeus: Terentius Christianus, Alexander Ross: Virgilius evangelizans, George Buchanan zsoltárai, Vergilius műveinek részletei, William Ames egyik beszéde. Héber és görög nyelvet is tanított. Az iskola régi anyakönyve tartalmazza a Fogarasi által 1664-ben megvitatásra kiadott jogtani illetve teológiai tételeit, valamint beköszöntő beszédét.
1665. április 23-án Makfalvára ment papnak. 1670 és 1678 között Koronkán volt prédikátor.